# Fascia pectoralis
Pour les articles homonymes, voir Fascia (homonymie).
Le fascia pectoralis (également connu sous le nom latin de fascia mamilla ou grec strophium, également appelé cravates de sein) faisait partie des sous-vêtements des femmes dans la Rome antique. C'était une cravate, en tissu portée sous la tunique et la palla, qui couvrait et soutenait les seins.
Ce précurseur du soutien-gorge était également porté pendant le sport par les athlètes du monde antique avec une paire de pantalons courts (subligaculum).

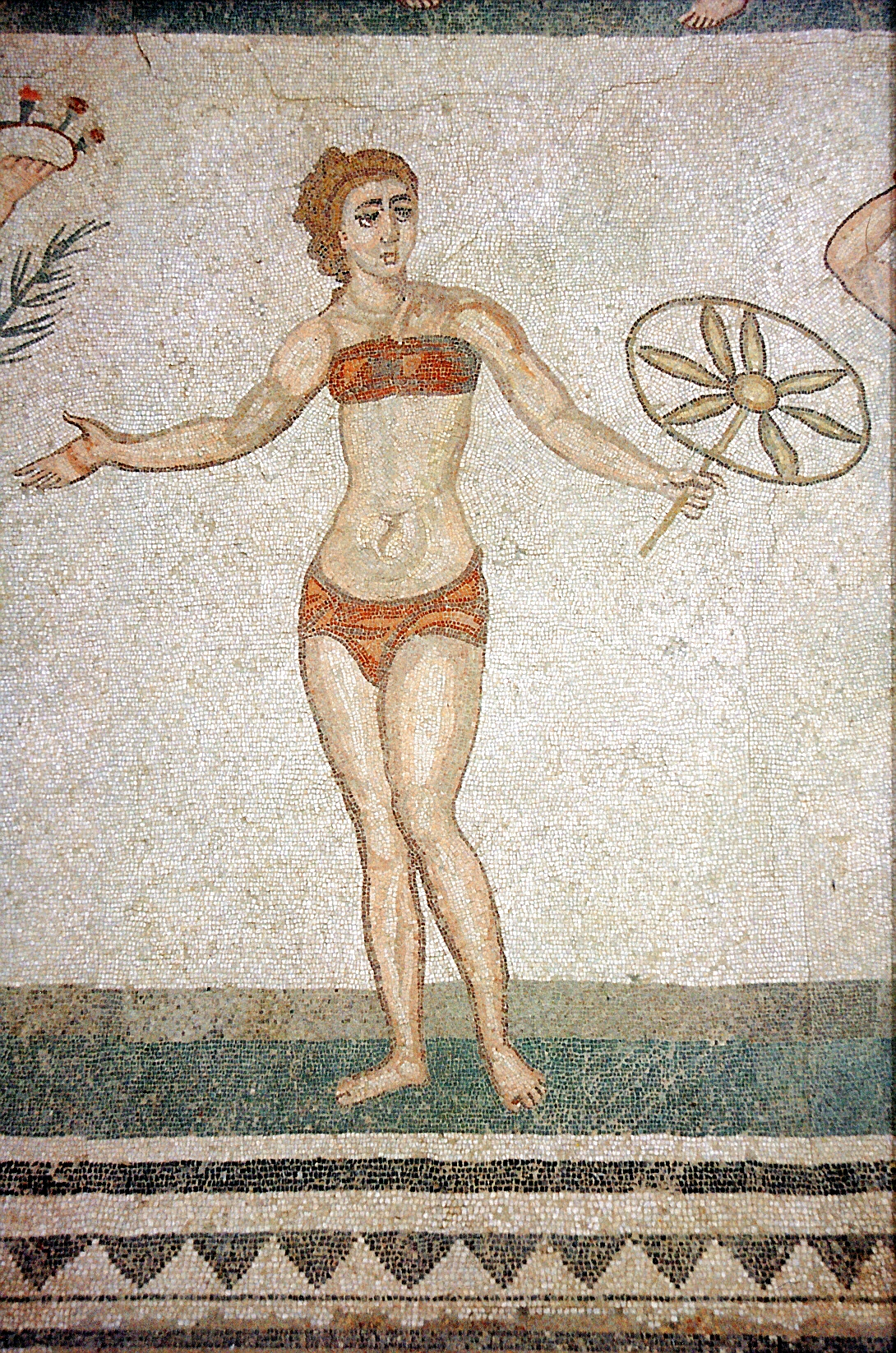
Une des plus anciennes représentations d'un « bikini » (le haut est un fascia pectoralis et le bas un subligaculum), villa romaine du Casale, Sicile.